# Nanchital de Lázaro Cárdenas del Río
Nanchital de Lázaro Cárdenas del Río es una localidad del estado mexicano de Veracruz. Es cabecera del municipio de Nanchital de Lázaro Cárdenas del Río.

## Demografía
| Censo | Población |
| ----- | --------- |
| 1900  | 6         |
| 1921  | 28        |
| 1930  | 891       |
| 1940  | 1 755     |
| 1950  | 2 794     |
| 1960  | 5 679     |
| 1970  | 8 168     |
| 1980  | 7 157     |
| 1990  | 25 593    |
| 1995  | 25 586    |
| 2000  | 25 909    |
| 2005  | 26 070    |
| 2010  | 25 289    |
| 2020  | 28 076    |